# جيف كروس
جيف كروس (بالإنجليزية: Jeff Cross)‏ هو لاعب كرة قدم أمريكية أمريكي، ولد في 25 مارس 1966 في بلايث في الولايات المتحدة.

## وصلات خارجية
- جيف كروس على موقع مرجع كرة القدم المحترفة.كوم (الإنجليزية)